# 茶亭乡 (蓬安县)
茶亭乡，是中华人民共和国四川省南充市蓬安县曾经下辖的一个乡。2019年10月，撤销茶亭乡和诸家乡，将其所属行政区域划归徐家镇管辖。

## 行政区划
茶亭乡撤销前下辖以下地区：
望月村、将军村、尹家沟村、蓬池坝村、天宝寨村、小天井村、黑塘沟村、斑竹林村、龙头桥村、磨子沟村、偏岩子村、双鹅石村、书房梁村、飞龙村和凤凰村。